# L'Avenir de l'eau
L’Avenir de l'eau es el título de un ensayo de Erik Orsenna, publicado el 22 de octubre de 2008, y que se orienta a destacar la importancia del agua para la humanidad. Este texto corresponde al tomo II de la obra titulada Petit précis de mondialisation, que siguió al tomo I cuyo título específico era Voyage aux pays du coton.
Esta obra obtuvo el Premio Joseph-Kessel en el año 2009.

## Resumen
El agua poco a poco se está transformando en uno de los principales retos para la humanidad, y no solamente en lo que concierne a su futuro en cuanto a calidad y sanidad, sino también en cuanto a su distribución y en cuanto a su escasez, con todo lo que ello implica. Debemos esperar tiempos en los que los países compitan por el acceso a esta « fuente » vital, corriéndose entonces el peligro de que ocurra alguna « guerra del agua », para tratar de proveerse de este importante recurso. En las distintas épocas, la historia da cuenta de la 'Guerra de la Sal', de la 'Guerra del té (motín del té)', las distintas instancias de las llamadas 'Guerras y batallas del petróleo' (consultar: La batalla del petróleo (1958), cf.).
Para escribir su libro, Erik Orsenna visitó lugares importantes que cuentan con este recurso, del Nilo al río Amarillo, del Amazonas al Neste (un affluente del Garonne). Y también visitó otras regiones del mundo, como Australia por ejemplo, o como India (con su importante río Brahmapoutre)…
Erik Orsenna se interesó particularmente en las técnicas utilizadas en las zonas de penuria acuífera, o para la supervivencia en las zonas más áridas de los desiertos, y una de sus conclusiones es que existe una tendencia a que se agraven las desigualdades climáticas en este planeta azul al que llamamos Tierra.